# Dimitar Velkovski
Dimitar Velkovski (Vratsa, 22 de enero de 1995) es un futbolista búlgaro que juega en la demarcación de centrocampista para el F. C. Arda Kardzhali de la Primera Liga de Bulgaria.

## Selección nacional
Tras jugar con la selección de fútbol sub-19 de Bulgaria y la sub-21, finalmente hizo su debut como internacional con la selección absoluta el 11 de octubre de 2020. Lo hizo en un partido de la Liga de las Naciones de la UEFA contra Finlandia que finalizó con un resultado de 2-0 a favor del combinado finlandés tras los goles de Robert Taylor y de Fredrik Jensen.

## Clubes
| Club                  | País     | Año       | Partidos | Goles |
| --------------------- | -------- | --------- | -------- | ----- |
| Lokomotiv Sofía       | Bulgaria | 2013-2015 | 9        | 1     |
| PFC Lokomotiv Plovdiv | Bulgaria | 2015-2018 | 82       | 3     |
| PFC Slavia Sofia      | Bulgaria | 2018-2019 | 49       | 2     |
| Círculo de Brujas     | Bélgica  | 2019-2023 | 48       | 0     |
| Miedź Legnica         | Polonia  | 2023      | 14       | 0     |
| Doxa Katokopias       | Chipre   | 2023-2024 | 33       | 3     |
| F. C. Arda Kardzhali  | Bulgaria | 2024-     |          |       |